# Imbrasia intermiscens
Imbrasia intermiscens är en fjärilsart som beskrevs av Walker 1869. Imbrasia intermiscens ingår i släktet Imbrasia och familjen påfågelsspinnare. Inga underarter finns listade i Catalogue of Life.